# Tirgan

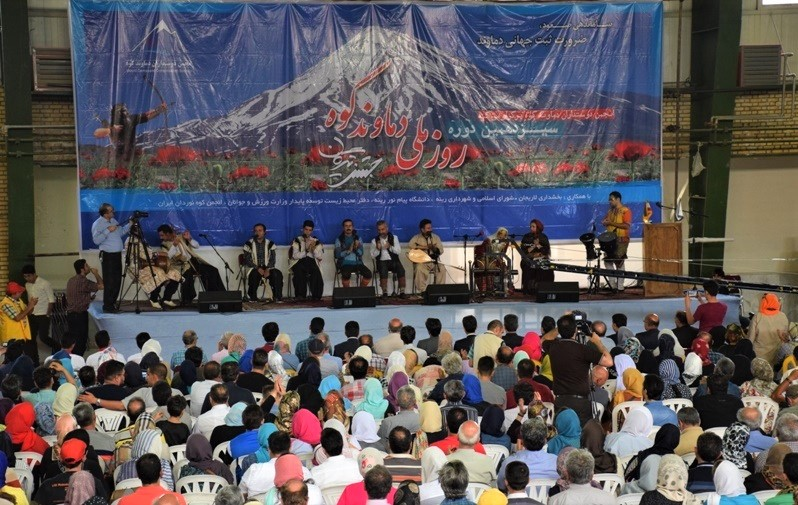
Tirgan und Damawand-Nationalfeiertag 2017 in Amol

Tīrgān (auch Tīregān) ist ein alt-iranisches Regenfest, das nach dem  zoroastrischen Kalender am 13. Tag des Monats Tīr, dem Tīr-Tag, Anfang Juli des gregorianischen Kalenders gefeiert wird. In der Regel wird Tirgan in normalen gregorianischen Jahren am 4. Juli und im Schaltjahr (z. B. 2020) am 3. Juli begangen. In den folgenden Jahren 2021, 2022 und 2023 fiel Tirgan auf den 4. Juli; 2024 war ein Schaltjahr und Tirgan daher am 3. Juli.
Im Mittelpersischen (bzw. Pahlavi) war dessen Bezeichnung Tishtar und im Avestischen Tishrya.
Ursprünglich bezieht sich das Fest auf den Engel Tīr (gleichbedeutend mit dem Wort Pfeil), der nach einer Dürre erschien, um den langersehnten Regen durch Donner und Blitz herbeizuführen.
Einer weiteren Legende zufolge wurde Ārasch der Bogenschütze (Ārasch-e Kamān-gīr) zur Schlichtung eines langjährigen Disputs zwischen den Herrschern Irans und Turans, Manutscher und Afrāsiāb, herangezogen. Demnach schoss  Ārasch am 13. Tag des Monats Tīr von einem Gipfel des Damāvands einen Pfeil in östliche Richtung. Dessen Landepunkt legte die Grenze zwischen den beiden Königreichen fest und ermöglichte es, das an Afrāsiāb verlorene Land zurückzugewinnen. Mit Beilegung der Auseinandersetzungen setzte nach einer langen Dürre schließlich auch der Regen ein, was ausgiebig gefeiert wurde.
Das ursprüngliche Tīrgān-Fest wurde an zwei aufeinander folgenden Tagen gefeiert, dem kleinen und dem großen Tīrgān. Auch heute feiern einige Iraner dieses Fest, indem sie tanzen, singen und Gedichte rezitieren. Es werden  Āsch-e Reschteh (Spinatsuppe mit Nudeln), frisches Obst und die Süßspeise Scholeh Sard ("Gelbe Flamme": Reispudding mit Safran) gereicht.
Weiterhin trägt man regenbogenfarbene Bänder um die Handgelenke, die nach zehn Tagen in einen Strom geworfen werden. In einigen Gebieten des Iran, wie z. B. in Māzandarān, verbringt man den Tag auch an der Quelle von Flüssen oder spielend im Meer.

## Verbreitung
Tirgan wird wie Nowruz oder Yalda im persischen Kulturraum gefeiert. Neben Iran, Afghanistan und Tadschikistan wird Tirgan in Zentralasien und einigen Kurden gefeiert, ist außerhalb des Iran nicht so populär wie andere iranische Feste (z. B. Nowruz).